# Гней Клавдий Север (консул 173 г.)
Вижте пояснителната страница за други личности с името Гней Клавдий Север.
Гней Клавдий Север (на латински: Gnaeus Claudius Severus; * 133 г.) e политик и сенатор на Римската империя през 2 век и тъст на император Марк Аврелий.
Произлиза от Pompeiopolis в Пафлагония и е син на Гней Клавдий Север Арабиан (консул 146 г.).
Север е перипатетик и се жени през 167 г. във втори брак за Ания Аврелия Галерия Фаустина, първородената дъщеря на император Марк Аврелий и Фаустина Млада. Неговият син от този брак, Тиберий Клавдий Север Прокул, е консул през 200 г. 
В първи брак Север е женен за Умидия Квадрата, племенница на Марк Аврелий и има с нея син Марк Клавдий Умидий Квадрат, (осиновен от консула през 167 г. Марк Умидий Квадрат Аниан), който участва в Луцила-заговора срещу Комод и е екзекутиран през 182 г.
Север е суфектконсул около 167 г. През 173 г. Север е редовен консул заедно с Тиберий Клавдий Помпеян. След това се занимава с интелектуална дейност в Рим. Той има голямо влияние върху Марк Аврелий. Свързва го със софиста Сулпиций Корнелиан и с прочутия Гален, който става домашен лекър на императора. През 176 г. той придружава своя тъст Марк Аврелий до Атина.